# Ato de Extensão da Fronteira do Quebéc de 1898

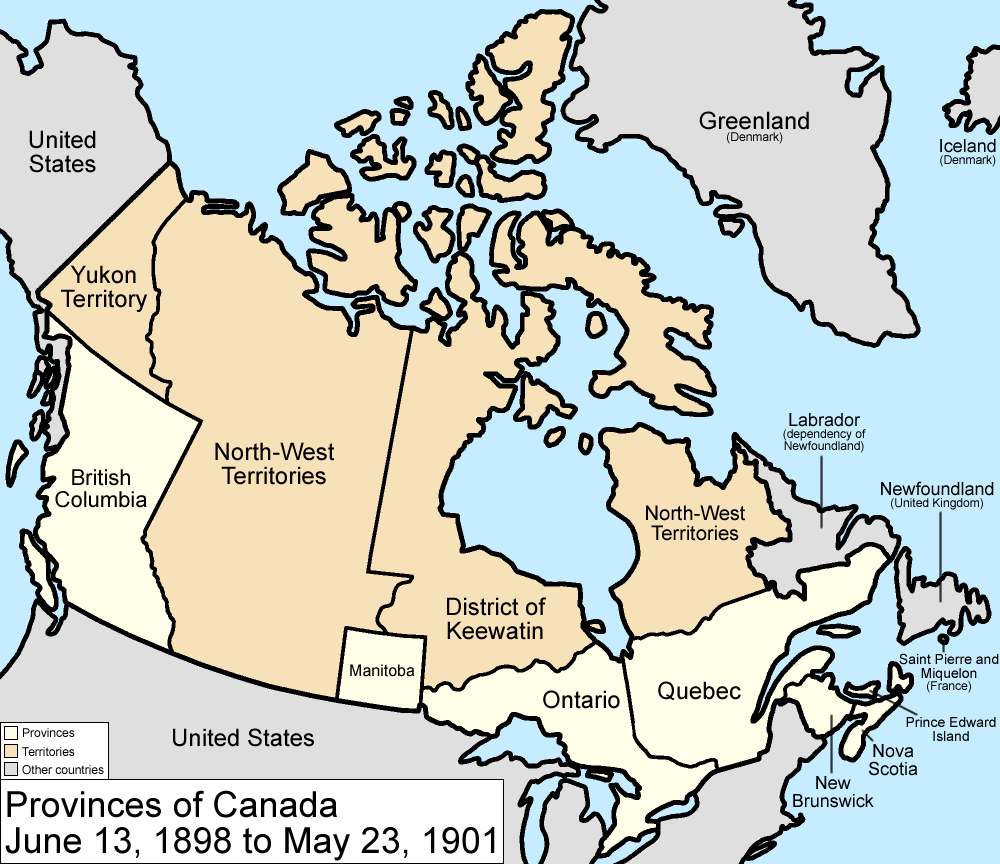
Mudança da fronteira da Província de Quebéc

O Ato de Extensão da Fronteira do Quebéc de 1898 foi um ato do Parlamento do Canadá que expandiu o território da província de Quebéc. A fronteira norte da província foi definida como seguindo a margem leste da Baía de James até a boca do Rio Eastmain, norte seguindo o rio, e então para leste até o Rio Hamilton e rio abaixo até a fronteira oeste de Labrador.
O primeiro de dois atos, um segundo Ato foi aprovado pelo Parlamento em 1912 e intitulado Ato de Extensão da Fronteira do Quebéc de 1912. Juntas, estas duas expansões mais do que triplicaram o tamanho da Província de Quebéc para o que é agora.